# El diablo (película de 1972)
El diablo (Diabeł, nombre original en polaco) es una película polaca de 1972 escrita y dirigida por Andrzej Żuławski y protagonizada por Leszek Teleszynski. Segunda película realizada por Żuławski, fue censurada por las autoridades comunistas y se estrenó a finales de los años 1980.

## Argumento
Durante una invasión del ejército de Prusia a Polonia en 1793, en el contexto de la Segunda partición de Polonia, el joven noble polaco Jakub (Leszek Teleszynski) es liberado de la prisión por un extraño (Wojciech Pszoniak) que a cambio desea obtener una lista de los compañeros de Jakub en la conspiración para cometer regicidio. Siendo seguido por su misterioso salvador, Jakub contempla el caos completo y la corrupción moral incluyendo la muerte de su padre y la traición de su novia. Volviéndose loco por lo que ve, comete una serie de aparentemente inmotivados homicidios.

## Reparto
- Leszek Teleszynski como Jakub
- Wojciech Pszoniak como el misterioso salvador de Jakub
- Małgorzata Braunek como la antigua novia de Jakub
- Monika Niemczyk como la monja que acompaña a Jakub
- Anna Parzonka como la hermana de Jakub
- Michal Grudzinski como Ezequiel, hermanastro de Jakub
- Maciej Englert como el conde
- Wiktor Sadecki como Hertz
- Iga Mayr como la madre de Jakub
- Bozena Miefodov como la joven turca

- Datos: Q5270146